# Uxbridge (Ontario)
Uxbridge es un municipio canadiense situado en la provincia de Ontario.

## Superficie
Uxbridge tiene una superficie de 420,52 km².

## Demografía
En 2021, tenía 21 556 habitantes, una densidad poblacional de 51,3 hab./km², y 8310 viviendas.